# Mariska Hargitay
Mariska Magdolna Hargitay (/ mərɪʃkə /; Santa Mònica, Califòrnia, 23 de gener del 1964) és una actriu nord-americana més coneguda pel seu paper de capità del departament de policia de Nova York, Olivia Benson, a la sèrie dramàtica Law & Order: Special Victims Unit de la NBC. Hargitay ha protagonitzat el programa des del 1999 i és el membre del repartiment més longeu. Pel seu paper en el programa, Hargitay ha rebut nombrosos premis i nominacions, inclosos un Primetime Emmy i un Globus d'Or. Filla del culturista i actor Mickey Hargitay i de l'actriu Jayne Mansfield, Hargitay va debutar al cinema amb la comèdia de terror del 1985 Ghoulies i el seu debut a la televisió amb la sèrie de drama d'aventures del 1986 Downtown. Va aparèixer en nombrosos papers al cinema i a la televisió al final dels anys vuitanta i noranta abans de ser emesa a Law & Order: Special Victims Unit. El treball de Hargitay en aquell programa la va portar a fundar la Joyful Heart Foundation, una organització que dona suport a les persones que han estat abusades sexualment.